# ルアン・ミシェウ・ジ・ロウザ
ルアン（Luan）ことルアン・ミシェウ・ジ・ロウザ（ポルトガル語: Luan Michel de Louzã、1988年9月21日 - ）は、ブラジルのサッカー選手。ポジションはFW。

## クラブ歴
ウニオン・サンジョアンECで選手となった。その後、ADサンカエターノを経て、2009年夏にリーグ・アンのトゥールーズFCに移籍。2010年8月1日から2011年6月30日までSEパルメイラスにレンタルされた後、完全移籍でパルメイラスに加入した。パルメイラスから2013年2月4日にクルゼイロECにマルセロ・オリヴェイラと交換でレンタルされた。その後シャールジャFC、アトレチコ・パラナエンセ、レッドブル・ブラジル、アメリカ・ミネイロにレンタルされた。